# Pedraza (Soria)
Pedraza es una localidad y también una entidad local menor española de la provincia de Soria, partido judicial de Soria, Comunidad Autónoma de Castilla y León, España. Pueblo de la Comarca de Almarza que pertenece al municipio de Fuentelsaz de Soria.

## Historia
El censo de Pecheros de 1528, en el que no se contaban eclesiásticos, hidalgos y nobles, registraba la existencia 13 pecheros, es decir unidades familiares que pagaban impuestos. Estaba incluida en el Sexmo de San Juan.
A la caída del Antiguo Régimen la localidad se constituye en municipio constitucional en la región de Castilla la Vieja que en el censo de 1842 contaba con 13 hogares y 50 vecinos, para posteriormente integrarse en Fuentelsaz de Soria.

## Demografía
En el año 1981 contaba con 27 habitantes, concentrados en el núcleo principal, pasando a 21 en 2021, 10 varones y 11 mujeres.
| Gráfica de evolución demográfica de Pedraza (Soria) entre 1981 y 2021                            |
|                                                                                                  |
| Población de derecho (2000-2021) según los censos de población del INE a 1 de enero de cada año. |